# Reloj horizontal

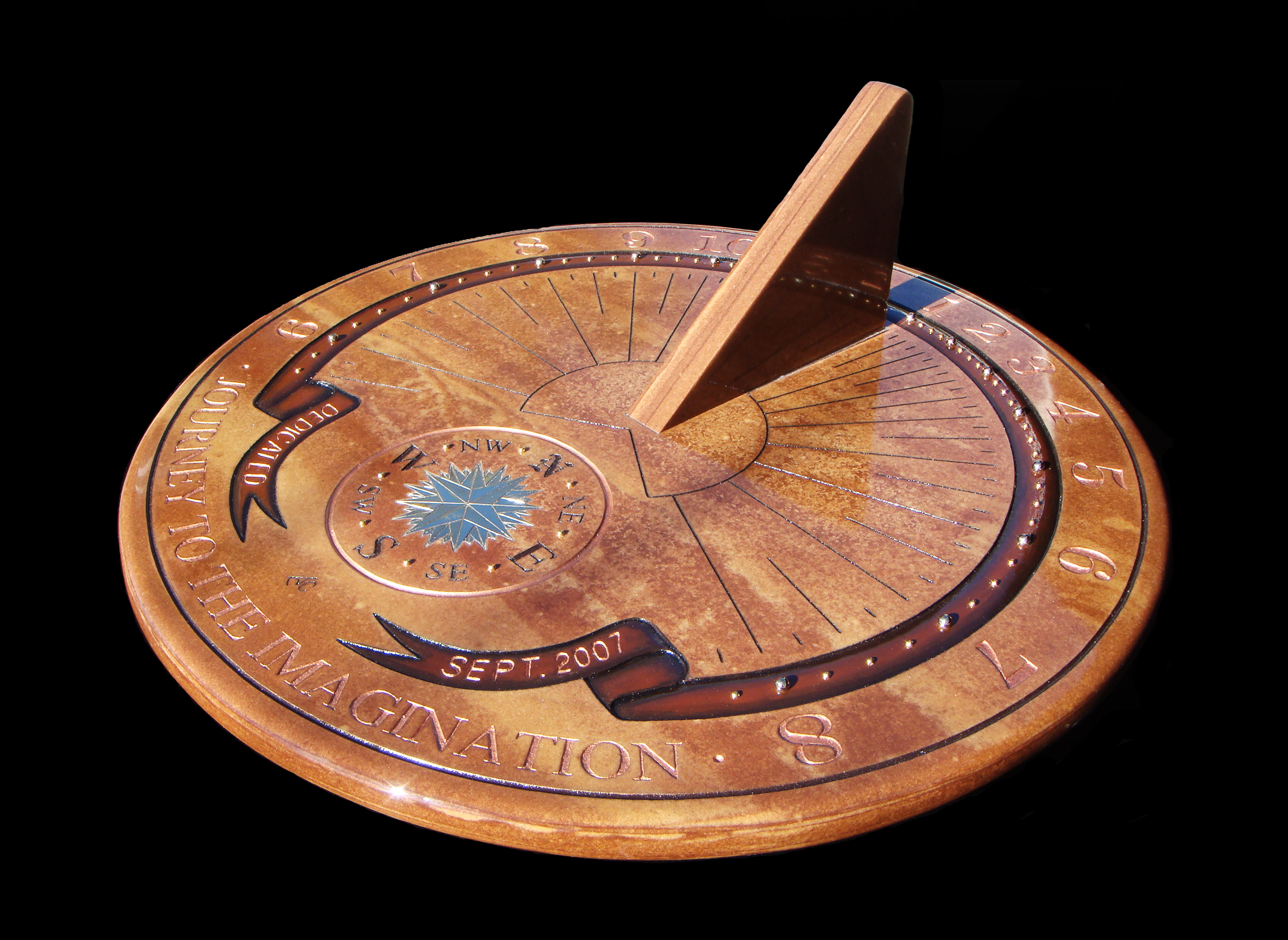
Disposición de un reloj horizontal stilo-axial.

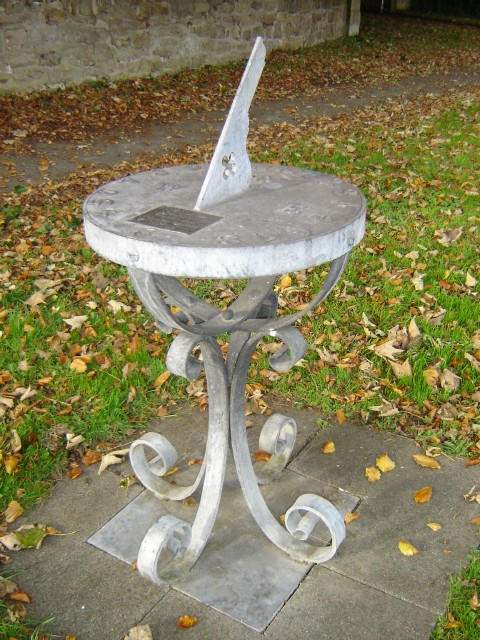
Cenador en un jardín, una de las colocaciones más habituales de este tipo de relojes.

Un reloj horizontal es aquel reloj solar que tiene su plano paralelo al horizonte del lugar. Es este reloj solar, de todas las disposiciones posibles, el que mayor número de horas se encuentra expuesto al sol y por lo tanto el que más horas solares proporciona. La mayoría de los relojes solares de este tipo, en la actualidad, corresponden a los stilo-axiales, pero antes del siglo XVII mayoritariamente eran relojes que indicaban horas temporarias mediante la punta de un ortostilo (algunos de ellos ya descritos por el arquitecto romano Vitruvio). Su estudio ha suscitado controversias geométricas de diversa índole. En la actualidad pueden encontrarse en los jardines, plazas públicas y espacios abiertos como un ornamento o simple curiosidad decorativa.
A pesar de denominarse como reloj horizontal a los stilo-axiales de plano paralelo al horizonte. No obstante poseen disposiciones horizontales otros muchos relojes que emplean proyecciones no gnomónicas como son los analemáticos (de proyección ortogonal), los azimutales (de proyección estereográfica), los bifilares que no poseen gnomon, etc.  En ciertas ocasiones se combinan dos o más tipos de relojes en una superficie horizontal y con ello se permite aumentar la precisión, o ser empleados con intenciones de proporcionar orientación. En algunas ocasiones se pueden ver relojes horizontales portátiles que poseen niveles y brújulas para garantizar en su lectura que la orientación e inclinación es la adecuada.

## Historia
La sencillez de construcción que supone un palo clavado en el suelo, es decir un ortostilo ubicado en una superficie le convierte en candidato para ser uno de los relojes solares de diseño más antiguos. La fórmula de la ecuación de las líneas horarias ya era conocida en el siglo IX, la astronomía árabe introdujo el cálculo trigonométrico y con ello elaboró tablas mediante las cuales trazaban precisamente los cuadrantes. Estas tablas trigonométricas se pasaron a los astrónomos medievales de Europa con errores, debido en parte a que las copias manuscritas realizadas tenían poco ningún ánimo de comprobación.  Fue uno de los primeros astrónomos en notar las desviaciones fue Oronce Finé que en su libro declaran y denuncian los fallos reclamando un espíritu más crítico a la hora de usar y transmitir las tablas. A este respecto, su contemporáneo Johannes Schöner realiza investigaciones sobre este tipo de relojes y comienza a determinar su trazado por medios geométricos. 
Algunos gnomonicistas posteriores como el francés Jacques Ozanam empezaron a notar los fallos en algunas de las tablas y comenzaron a corregir los fallos detectados. Pronto se comenzaron a publicar tratados de gnomónica con los valores correctos de las tablas trigonométricas. En el siglo XVI el orfebre español Juan de Arfe publica un libro en el que describe la Tratado de gnómica o Arte de construir toda especie de reloxes [sic] de sol lo original de esta obra es que resulta ser la primera que describe la construcción de algunos relojes de sol en verso. Entre ellos hay una descripción del trazado de las líneas horarias en verso. Los materiales empleados en la antigüedad para su elaboración eran casi siempre piedra, los relojes horizontales árabes se construían de mármol blanco (para contrastar mejor las sombras), y sólo en el siglo XVIII se comenzó a emplear el hierro. 

## Relojes horizontales stilo-axiales
Este tipo de reloj se encuentra frecuentemente en la literatura gnomónica a partir de los siglos XVII. Siendo uno de los casos más frecuentes de reloj stilo-axial debido a la sencillez de su trazado. El diseño del reloj posee un stilo polar (que apunta al polo norte en los relojes boreales y al sur en los australes) que se inclina un ángulo igual a la latitud del lugar. El recorrido horario va desde las 4 horas solares hasta las 20 horas, y las 12 horas coincide con el mediodía.  Cabe destacar como curiosidad que un reloj horizontal stilo-axial ubicado en cualquier posición del ecuador terrestre es un reloj de tipo polar, mientras que el reloj horizontal en cualquiera de los dos polos terrestres es un reloj ecuatorial.  Existen relojes horizontales portátiles con una pequeña brújula (con la inclusión de correcciones debidas a la declinación magnética)que permite la orientación en adecuada azimut del mismo. En algunos casos el reloj forma parte de un díptico. 

### Disposición general de este cuadrante
Por regla general se trata de una superficie plana paralela al horizonte con un stilo inclinado un ángulo igual a la latitud. Dependiendo de que el reloj se encuentre en una latitud boreal o austral el stilo apuntará al polo norte o sur respectivamente.  El stilo se clava en un punto central del que irradian las líneas horarias. Este punto de enclave suele ser considerado el origen del reloj.  Dependiendo de la latitudes igualmente el sentido horario es igualmente diferente, siendo en las latitudes boreales contrario a las agujas del reloj, mientras que en las latitudes australes es favorable al sentido de las agujas del reloj. Los ángulos de las líneas horarias en este tipo de relojes se suele medir desde el mediodía.

### Líneas horarias

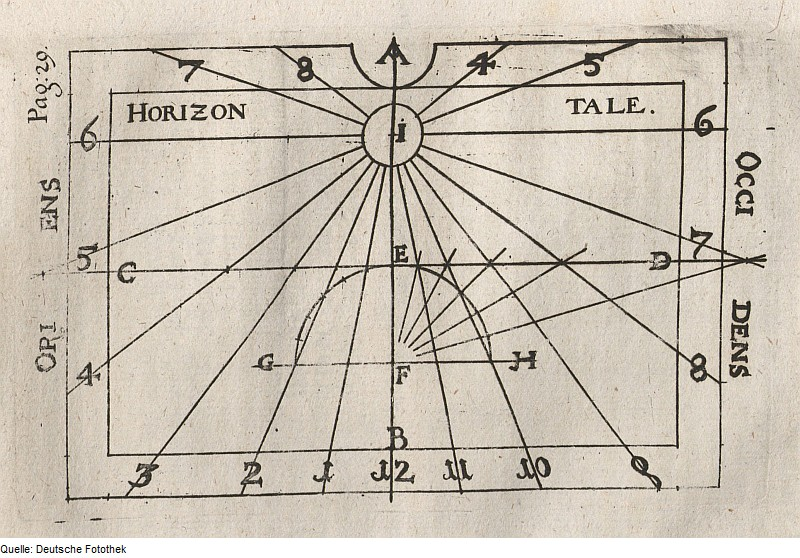
Disposición de las líneas horarias abatiendo los planos horarios del ecuador. Una de las demostraciones más habituales.

Las líneas horarias

La demostración sobre la naturaleza de las líneas horarias se realiza en numerosos tratados de gnomónica. En todos ellos se incide en la idea de un haz de planos con eje generatriz ubicado en el stilo del reloj y que se distribuyen homogéneamente en 15.º. Siendo cada uno de ellos un plano paralelo al correspondiente plano horario {\displaystyle \phi }. De esta forma la intersección del plano horario procedente del haz con el plano del cuadrante horizontal es una línea recta. Otra forma de suponer que la naturaleza de las horarias de este reloj es recta es comprobar que los círculos horarios son círculos máximos en la esfera celeste y por lo tanto su proyección gnomónica es una línea recta. Las rectas horarias que parten del enclave del stilo son simétricas respecto a las 12h. Esta característica simplifica el cómputo y trazado del reloj debido a que se realiza sólo en su lado matutino o vespertino produciéndose una réplica de las horas en el otro lado. 
En el diseño de relojes solares horizontales con carácter monumental se emplean stilos de gran tamaño, estos stilos tienen forma de triángulo rectángulo, siendo su base de un grosor considerable. En estos casos el reloj se divide en dos sectores (matutino y vespertino) físicamente divididos por la línea de las XII. Ambos sectores se separan el espacio necesario hasta salvar el grosor de la base. 

#### Procedimiento Analítico
Se suelen calcular él ángulo de las líneas horarias respecto a las 12h mediante {\displaystyle \phi }. Para ello se emplea el ángulo horario que vale cero a las 12h, 15° a la 1h vespertina, 30° a las dos, 45° a las tres y así sucesivamente. Las sombras giran en sentido horario en latitudes boreales, mientras que en latitudes australes lo hace en sentido antihorario. En estos relojes resulta característico que las 6h (matutinas y vespertinas) son simétricas y perpendiculares a la línea de las doce. 

{\displaystyle \tan \psi =\operatorname {sen} \varphi \tan \phi }
Esta fórmula es fundamental en el trazado de las horas en los relojes stilo-axiales horizontales. En ella la latitud se introduce de cero a noventa en valores positivos si la posición es boreal (norte), y de cero a menos noventa grados si la posición es austral.

#### Analítico- tabular
En los años anteriores a la existencia de los computadores las tablas de trigonometría se computaban en logaritmos de las funciones trigonométricas, de tal forma que existían valores de logaritmos de tangentes para diversos ángulos. De esta forma las fórmulas para el desarrollo de las líneas horarias se realizaba mediante la fórmula:

{\displaystyle \log \tan \psi =\log \tan \phi +\log \operatorname {sen} \varphi }
De esta forma se puede averiguar primero el término de {\displaystyle \log \operatorname {sen} \varphi } que es constante para el diseño del reloj y luego ir sumando sucesivamente a éste los valores de {\displaystyle \log \tan \phi } es decir de 15°, 30°, 45°, sucesivamente.

#### Procedimientos geométricos
Los procedimientos geométricos para el trazado de las líneas horarias de este tipo de relojes fue muy habitual en los textos de gnomónica y astronomía anteriores al advenimiento de la geometría analítica y de la popularización de la trigonometría esférica. Existen diversos métodos ingeniosos de representación de las líneas y todos ellos se fundamentan en el abatimiento del haz horario desde el ecuador hasta el horizonte.  Su disposición se fundamenta en el trazado inicial de la línea equinoccial, base de los trazados geométricos de las líneas horarias.

### Calendario zodiacal

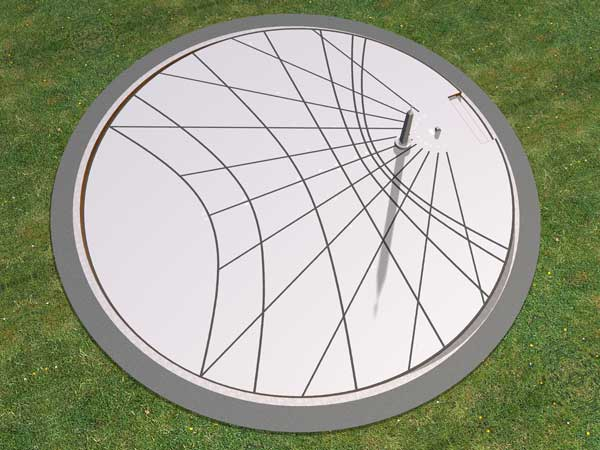
Reloj horizontal con su calendario zodiacal en forma de hipérbolas.

Algunos relojes poseen en el diseño de sus líneas horarias un calendario zodiacal en forma de secciones cónicas (que en la mayoría de las latitudes se traduce en hipérbolas). Desde el punto de vista intuitivo es fácil ver la razón de que esto sea así. El arco diurno de un día cualesquiera (siempre que no sea equinoccio) traza en la esfera celeste un arco de círculo menor. Una recta generatriz que simula un rayo luminoso y que pasa por un punto de estos círculos menores, pasando además por la punta del gnomon, forma un cono. Este cono al intersecar con el plano del reloj genera una sección cónica que dependiendo de las latitudes y de la declinación solar puede ser una hipérbola, una parábola (casó anómalo) o una elipse. La ecuación que forma esta cónica es:
{\displaystyle X^{2}(\operatorname {sen} ^{2}\varphi -\cos ^{2}\delta )+Y^{2}\operatorname {sen} ^{2}\delta +lX\operatorname {sen} 2\varphi \operatorname {sen} 2\delta +l^{2}(\cos ^{2}\varphi -\cos ^{2}\delta )=0}
Dependiendo de la latitud del lugar y de la declinación solar {\displaystyle \delta } son parámetros como puede verse para determinar la forma y el tipo de sección cónica. 

### Movimiento de este cuadrante
La disposición de las horas está completamente ligada a la latitud, existiendo tablas y plantillas (o nomogramas específicos) que permiten la construcción de este tipo de relojes con sólo introducir este valor como parámetro.  Se suelen vender relojes ya construidos de este tipo para ciertas latitudes y admiten alguna variación en torno a los cinco o siete grados de error, siendo absolutamente inútiles para otras. Para que pueda ser útil en otra latitud es necesario realizar algunas correcciones.
La corrección para nuevas latitudes se puede hacer modificando el plano del reloj. De esta forma un reloj horizontal a una latitud {\displaystyle \varphi _{o}} deja de serlo a otra latitud {\displaystyle \varphi _{f}}. Convirtiéndose en un reloj inclinado de valor i en otra. De esta forma los relojes horizontales para una latitud se pueden transformar en otro inclinado en una cuña de inclinación i, de tal forma que el stilo se incline como:
{\displaystyle i=\varphi _{f}-\varphi _{o}}
Es decir la cuña debería tener la altura indicada por la diferencia de latitudes, la de diseño y la final. El reloj tendría la misma red horaria, sólo que el intervalo de radiación sería menor. Este movimiento fue estudiado por primera vez en el siglo XVIII por J. H. Lambert dando lugar al denominado Principio de equivalencia gnomónica de Lambert mediante el cual un reloj stilo-axial cualquiera puede ser trasladado a otra latitud y longitud terrestre ofreciendo horas solares. 

#### Fórmulas relativas a este reloj
Algunas propiedades y características de estos relojes son problemas que se resuelven mediante la trigonometría esférica. Si el ángulo entre dos horas cualesquiera {\displaystyle \phi _{1}} y {\displaystyle \phi _{2}} se proyectan en la superficie del cuadrante en un ángulo {\displaystyle \alpha } se tiene que dicho ángulo:
{\displaystyle \tan \alpha ={\frac {\sin \varphi \sin \left(\phi _{2}-\phi _{1}\right)}{\cos \left(\phi _{2}-\phi _{1}\right)-\cos ^{2}\varphi \sin \phi _{1}\sin \phi _{2}}}}
Dada una hora solar {\displaystyle \phi }, en un reloj solar horizontal de latitud {\displaystyle \varphi } cuyo stilo tiene una longitud l, se tiene que la longitud de la sombra {\displaystyle \rho _{\mathcal {U}}} en ese instante se puede expresar mediante la siguiente expresión:
{\displaystyle \rho _{\mathcal {U}}=l{\frac {\sqrt {1-\operatorname {sen} ^{2}\phi \cos ^{2}\varphi }}{\cos \varphi \cos \phi +\operatorname {sen} \varphi \tan \delta }}}
Mediante esta fórmula se puede ayudar al trazado del calendario zodiacal de un reloj solar horizontal, debido a que es posible averiguar la longitud de la sombra a diferentes épocas del año, es decir a diferentes declinaciones solares.

### Relojes de horas temporarias

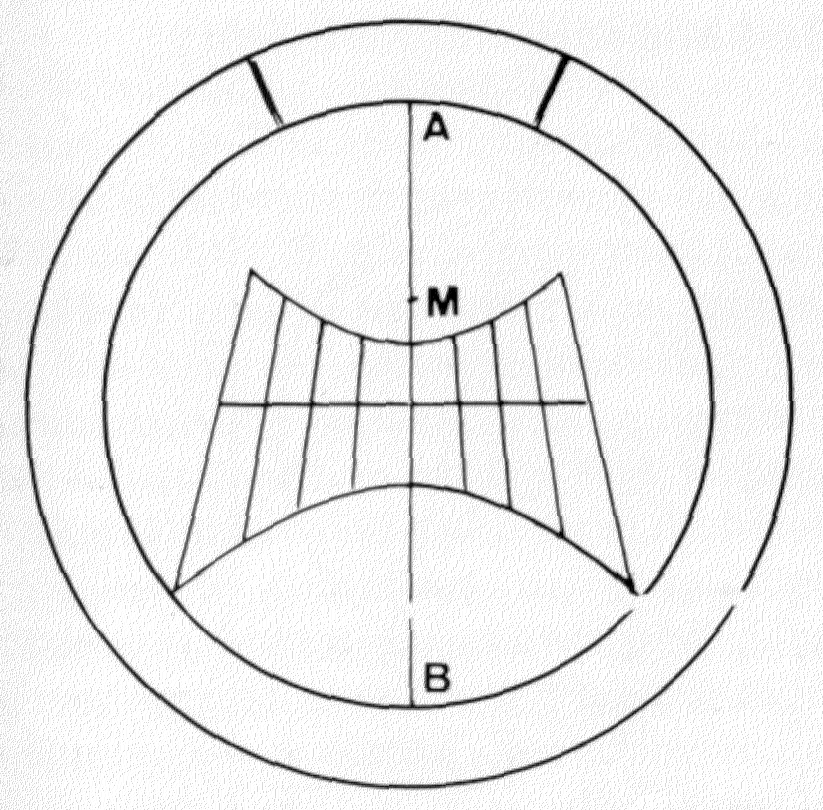
disposición de las horas temporarias en un Discum in Planitia Romano

Los relojes solares horizontales de horas temporarias han sido empleados desde la época de los romanos. La división del arco diurno en doce partes es muy antigua, cada una de ellas era denominada "hora". En este caso los relojes poseen un ortoestilo y la punta de la sombra es la que determina la hora temporaria correspondiente. El método constructivo clásico de este tipo de relojes se realizaba con regla y compás y se emplea el complejo trazado del denominado analema de Vitrubio. Ejemplos de relojes en esta época y que se diseñaron con carácter monumental fueron el Reloj Solar de Augusto construido a partir de un obelisco. El diseño de la red horaria se realizaba mediante el trazado de tres puntos por cada hora, a saber la división del arco diurno en doce partes durante el solsticio de verano, durante el equinoccio y durante el solsticio de invierno. Se suponía que cada hora era en estos relojes horizontales una línea recta. Pronto hubo gnomonocistas como Abu Ali al-Hasan al-Marrakushi que pusieron esta afirmación en evidencia en el siglo XIII. Abu Ali al-Hasan al-Marrakushi pudo mostrar como un reloj horizontal para latitudes superiores a 30° mostraba una ligera separación de la línea recta. Esta afirmación, aunque sorprendente, no tuvo demostración hasta varios siglos después. El astrónomo Delambre publicó la misma duda de la naturaleza de las líneas horarias en los relojes esféricos griegos, afirmando que no pueden ser consideradas en un círculo máximo. Esta afirmación no contiene demostración geométrica. La naturaleza geométrica de las curvas horarias temporarias de un reloj horizontal permaneció como una de las incógnitas irresolubles de la gnomónica hasta comienzos del siglo XX. 
El empleo de la geometría analítica hizo que uno de los primeros en demostrar la naturaleza no lineal de algunas de las curvas horarias fuese el matemático portugués Francisco Gomes Teixeira que realizó la demostración primero en un reloj esférico, demostrando que las curvas eran de la familia de las concoides (entre ellas la de Nicomedes). Las horas temporarias de este reloj horizontal muestran simetría respecto a la línea del mediodía o meridiana del reloj.
Los astrónomos árabes del siglo XII emplearon frecuentemente este tipo de relojes con horas temporarias en formato de reloj horizontal, y los construían habitualmente en mármol blanco, por esto eran denominados indistintamente como rukhdma (en árabe mármol - فارسی) o basita (en árabe significa plano) en oposición a los munharifa verticales. Este tipo de relojes solía llevar indicados además los rezos árabes y la quibla (orientación a la meca). Los relojes tenían ortostilos de pequeña cota por no acrecentar el tamaño de los relojes en su diseño. Los relojes de este tipo cayeron en desuso coincidiendo con el auge de los relojes stilo-axiales en la Europa del siglo XVI.

### Relojes de horas itálicas y babilónicas

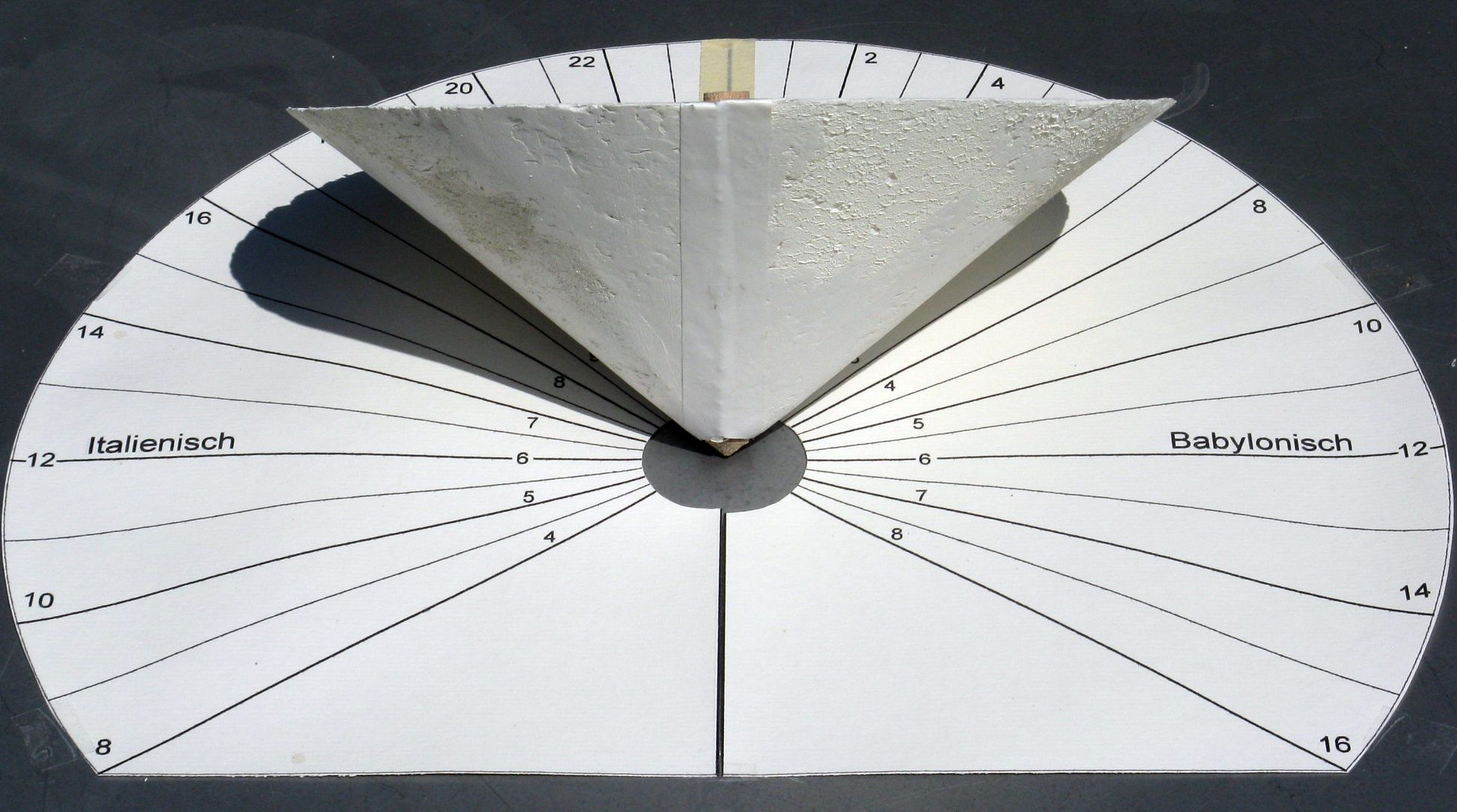
Reloj que materializa el cono generatriz de las horas babilónicas e itálicas.

Los relojes horizontales de horas itálicas y babilónicas necesitan de un ortostilo para ser indicadas. Pero desde finales del siglo XX este tipo de relojes se diseña con gnomons que materializan conos cuyo eje axial coincide con el stilo, y su generatriz horizontal se encuentra apoyada sobre el plano horizontal del cuadrante. La amplitud de apertura de este cono es igual la latitud del lugar. El vértice de dicho cono coincide con el punto de enclave del stilo. La descripción de esta representación se realiza por primera vez en las obras del matemático valenciano Tomás Vicente Tosca en el tomo IX de su "Compendio mathemático" escrito entre 1707 y 1715.
A finales del siglo XX el ingeniero español Javier Moreno Bores diseña un reloj que materializa el cono de diseño, anterior a esta fecha este tipo de relojes horizontales de horas itálicas y babilónicas se realizaban con líneas horarias separadas con forma de convolución. Este diseño de J. Bores mejoraba el clásico diseño anterior, simplificándolo, y se realizaba sobre el diseño horario de un reloj stilo-axial con fracciones de media hora. La idea supuso varios premios internacionales.

## Colocación del reloj

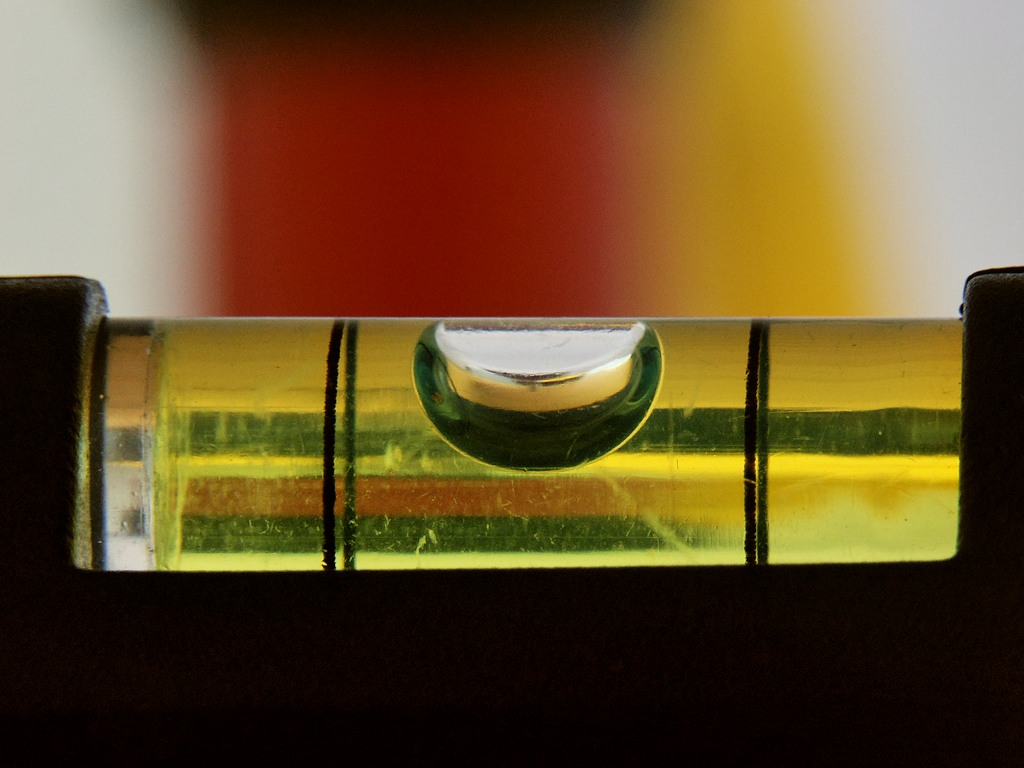
La determinación de la correcta horizontalidad del plano del reloj es uno de los factores críticos de su colocación.

Tras el diseño de uno de estos relojes, y de su posterior materialización, el reloj solar debe colocarse con una orientación espacial única para que comience a proporcionar horas. La disposición de las líneas del reloj horizontal se calculan para una latitud geográfica dada y en su cálculo se proporciona la hipótesis de su horizontalidad y orientación adecuadas. Es por esta razón por la que la colocación del reloj se realiza de tal forma que el stilo apunta al polo norte (si se encuentra en la zona boreal) o al polo sur (si se encuentra en la zona austral). Esto supone que la correcta colocación del reloj ocurra cuando coinciden las dos meridianas: la del reloj y la del horizonte. Para realizar la colocación de forma adecuada, uno de los métodos más sencillos y menos precisos es mediante el uso de una brújula (considerando la declinación magnética del lugar). Otros métodos más precisos consistirían en una determinación precisa de la meridiana del lugar y una posterior alineación con el eje del reloj.
Existen diversas formas de comprobar la orientación física del reloj mediante el uso de niveles más o menos precisos (uno de los más empleados es el de burbuja), así como inclinómetros (uno de los más empleados en la antigüedad era la archipendula). Comprobar la correcta horizontalidad, eliminando cualquier inclinación en el reloj es un factor crítico que de no vigilarse permitiría un incorrecto funcionamiento del reloj: las sombras no marcarían las horas adecuadas. La colocación del stilo en el caso de los relojes stilo-axiales se realiza mediante el uso de un transportador de ángulos.

## Otros relojes y dispositivos horizontales

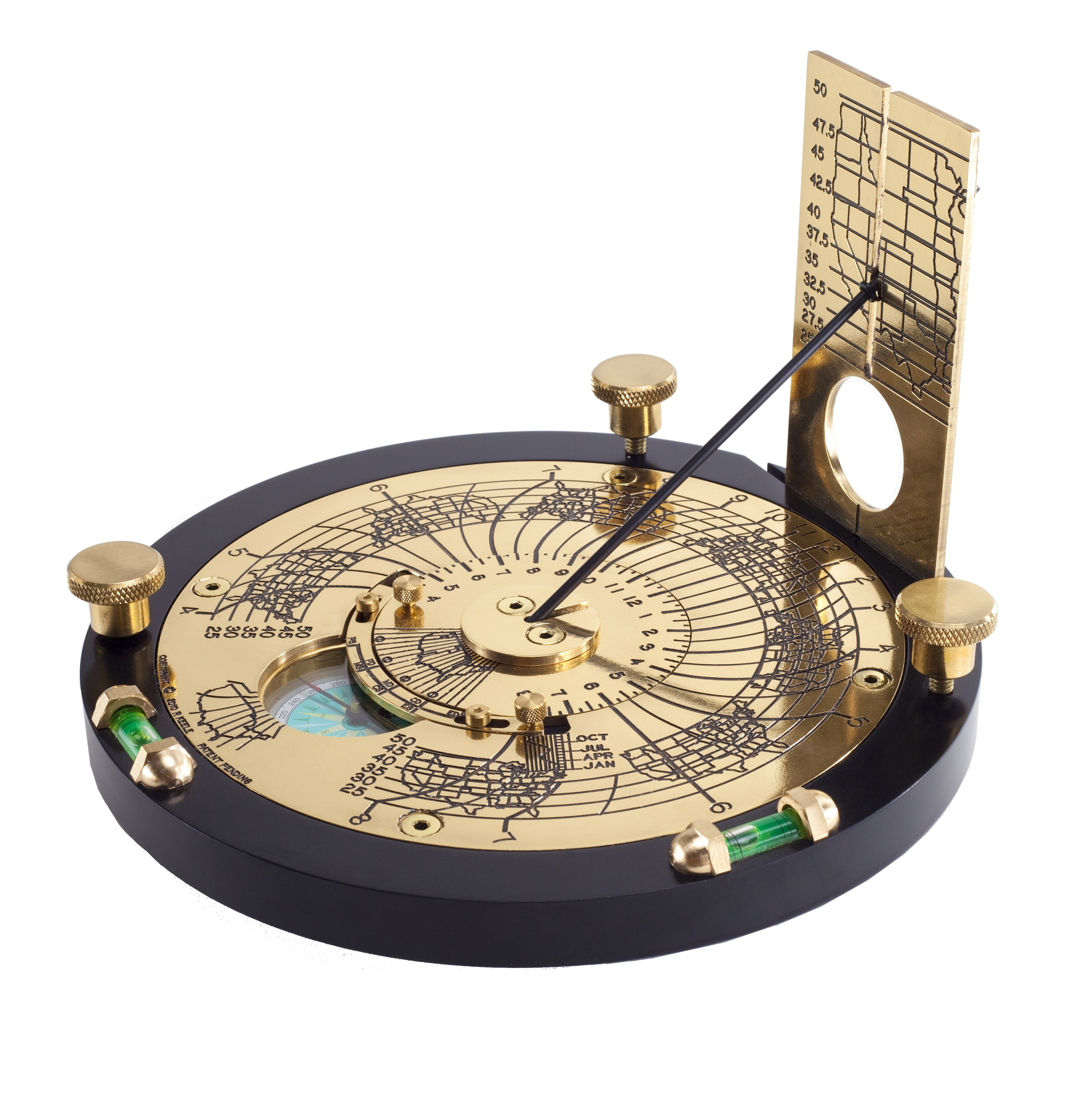
Reloj horizontal portátil, con su nivel de burbuja y anillos niveladores.

Una de las aplicaciones más interesantes de la gnomónica en el terreno de los relojes horizontales son los cañones solares (denominados también como relojes de cañón) que se activan cuando una lente apunta con su focal a un estopín del cañón y se dispara a una hora dada (generalmente a mediodía). Este tipo de relojes se calcula siguiendo la teoría expuesta de los relojes stilo-axiales. En otras ocasiones se ha diseñado un reloj de pequeñas dimensiones, con gnomon ajustable a ciertas alturas para su uso a diversas latitudes, y con escala horaria múltiple asociada. Un reloj de estas características posee carácter universal, es decir que muestra su utilidad a varias latitudes. Relojes horizontales portátiles suelen ser diseñados también en forma de díptico. Las meridianas solares se disponen en superficies horizontales de gran extensión para poder hacer medidas con gran precisión, es por esta razón por la que se suelen encontrar en las catedrales, las iglesias y los grandes templos.
Algunos relojes horizontales poseen una representación gnomónica de las almicantaradas (círculos menores celestes de igual altura) y convierten las escalas del reloj de alturas en un reloj de altura, es evidente que estos círculos de almicantaradas se representan mediante secciones cónicas a intervalos de altura que pueden ir desde los 5.º hasta los 10.º. Dentro de otra categoría pero igualmente realizados en superficies horizontales se encuentran los relojes solares azimutales que suelen combinarse con algún otro reloj solar. Los relojes azimutales se diseñan en superficies horizontales y emplean el acimut solar como parámetro de diseño, de esta forma se sirven de éste para determinar la hora con un diseño de escala adecuado.
Los bifilares inventados a comienzos del siglo XX, se diseñaron con dos cuerdas tirantes que la cruzarse perpendicularmente a diferentes cotas proyectan una sombra sobre una escala horizontal.  La potencia de cálculo que poseen los ordenadores se emplean en el desarrollo de las representaciones gnomónicas de los analemas horarios.

## Disposiciones arquitectónicas
Los relojes monumentales son muy populares y en muchos casos son relojes horizontales, un ejemplo se encuentra en el puente del Reloj de Sol diseñado en 2004 por el arquitecto español Santiago Calatrava. Igualmente en la ciudad de Zaragoza en 2009 se instaló un gran gnomon en Reloj solar Multicaja.